# 安井算哲
安井 算哲（やすい さんてつ、天正18年（1590年） – 慶安5年1月9日（1652年2月18日））は、江戸時代の囲碁の棋士。元の名は六蔵。江戸幕府から俸禄を受けて家元安井家の始祖となる。実子の二世安井算哲（渋川春海）と区別して古算哲とも呼ばれる。

## 生涯
天正18年（1590年）、安井忠右衛門宗順の第二子として生まれる。幼時より囲碁を学び、算砂の弟子とも伝えられる（『爛柯堂棋話』）。
慶長5年（1600年）11歳の時、榊原康政を介して徳川家康に伏見城で召し出され、30石12人扶持を与えられる。駿府にて碁の相手を務めたり、本因坊算砂、林利玄らとともに碁会などに招かれていたが、祇園社の被官とも（「舜旧記」）、久宝寺の者とも記される（「鹿苑日録」）のは大阪久宝寺（八尾市）の出であったため思われる。慶長13年（1608年）、剃髪して算哲と名乗る。
慶長17年（1612年）には、道碩50石に次ぐ30石の俸禄を受けた。大坂の陣では叔父の安井道頓が豊臣方にあったが、父・宗順や叔父・定吉を家康に引き会わせ、徳川方の案内者に推挙する。その後は京都に居を構え、毎年3月に算砂らとともに江戸に下った。寛永3年（1626年）の二条城徳川秀忠御前で中村道碩と対局、先番3目勝。それ以前にも御前対局は行われていたが、この碁が御城碁の始めといわれている。道碩が死去した後の正保元年（1644年）、本因坊算悦、井上因碩（玄覚）、算哲らに寺社奉行より道碩後継の碁打衆頭領の地位の詮議がなされ、算哲は自薦するも受け入れられず、算悦、因碩は辞退したため、空位のままとなった（碁所詮議、「伝信録」）。
実子が無かったため、または未だ幼少のためとして、門下の安井算知を養子として家督を譲った。ただし後に長子が二世算哲として安井家を継いだため、家系としての安井家と碁家としての安井家がこの時期並立していたとの見方もある。次男の勘左衛門は内藤家家臣となり、三男知哲は算知を継いで安井家三世となる。
慶安5年（1652年）、京都にて死去。法号は正哲院紹元。

## 発言
- 中村道碩と100数十局の対局があり、道碩40番勝ち越しと伝えられるが、その戦い振りは道碩をして「碁に勝っても命は取られる」と言わしめた。寛永3年の二条城での対局は算哲の傑作とされる。また二条城での対戦で、1手目を辺（右辺星下）に打った局も知られている。寛永5（1628年）、同6年（1629年）には江戸城で道碩と対戦し、算哲先で1勝1敗。棋力は名人、上手の間と言われた。
- 島原の乱の時に、当初江戸からは板倉重昌が向かわせられたが、その後に松平信綱らも送った。この時に算哲は、重昌が討ち死に致すべしと周囲に語り、その通りの報告が届いたために江戸では話題となった。